# 헤르티 스쿨

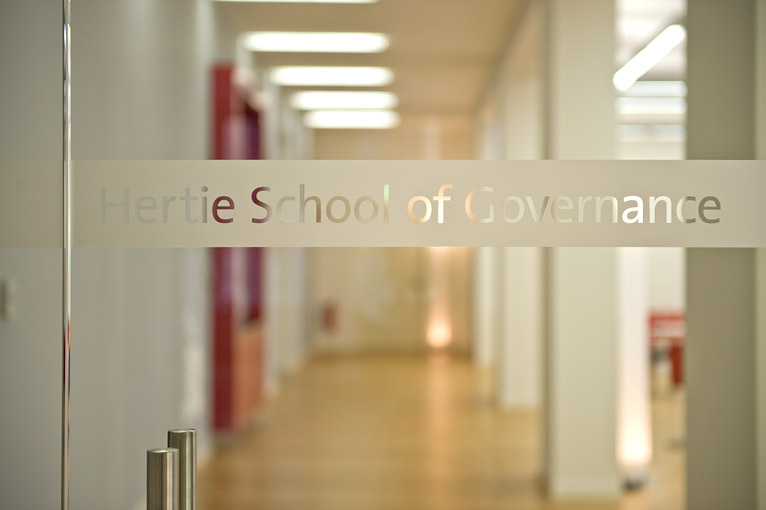
헤르티 스쿨

헤르티 스쿨(Hertie School)은 베를린의 프리드리히거리에 위치하고 있으며, 석·박사 학위를 수여하는 독일의 사립 전문대학원대학교다. 학생의 절반 이상이 해외 출신이고, 쓰이는 언어는 영어이다. 대다수 학생들은 법, 경제, 정치, 국제 관계의 학력을 가지고 있다. 헤르티 학생들에게는 다국적 기업이나 정부 부처, 혹은 국제기관에서 실무경력프로그램(professional year)이 제공되며, 교수진과 협력하여 연구할 수 있는 기회 또한 부여된다.
자매 대학교 입학 허가를 받는 학생들은 런던 정치경제대학교, 컬럼비아 대학교, 파리 정치 대학, 도쿄 대학, 보코니 대학교 등에서 2학년을 보내며 국제관계학 혹은 공공정책학 학위를 받을 수 있다.
2019년까지는 헤르티 거버넌스 스쿨(Hertie School of Governance)이라고 불렸다.

## 역사
헤르티 스쿨은 2003년경 프랑크푸르트암마인에 있는 헤르티 재단(Hertie Foundation)에 의해 설립 되었으며, 유럽 최초의 공공정책전문대학원 중 하나이다.
2005년 2월, 베를린의 과학연구문화부(Senatsverwaltung für Wissenschaft, Forschung und Kultur)로부터 고등 교육 기관으로 인정 받았다. 헤르티는 연구, 학부과정, 최고경영자, 지식 전수 4가지 영역을 다루고 있다.

## 학생모집인원
2015년 9월, 390명 석사과정 학생들이 입학했다. 최대 20명까지 자매대학교 복수학위과정에 가입할 수 있으며 선발 과정은 굉장히 까다롭다.

## 협력 관계
헤르티 스쿨은 런던 정치경제대학교, 컬럼비아 대학교, 파리 정치 대학, 도쿄 대학, 보코니 대학교와 복수학위과정을 진행하고 있다.
복수학위과정 외에도 조지타운 대학교의 맥코트 공공정책대학원, 싱가포르 국립 대학의 리콴유 공공정책대학원, 듀크 대학교의 테리 샌포드 공공정책대학, 시러큐스 대학교의 맥스웰스쿨 공공정책대학, 칭화 대학의 공공정책경영대학, 도쿄 대학의 공공정책대학원, 조지 워싱턴 대학교의 트라첸버그 공공정책스쿨, 아메리칸 대학교의 공공정책대학, 제네바에 있는 국제 연구 대학원과 교환학생 프로그램을 진행하고 있다.
또한, 베를린에 있는 베를린 사회과학연구센터(WZB: Wissenschaftszentrum Berlin für Sozialforschung), 베를린 자유 대학교, 베를린 훔볼트 대학교, 유럽 경영기술학교, 포츠담 대학교와 협력관계에 있다. 베를린초국가적학대학원대학교(BTS: Berlin Graduate School for Transnational Studies)는 이러한 협력적인 노력 중 하나이다.
헤르티는 핵심 정치 학회 및 정책 분석 협회들의 회원이며, 위 기관들은 유럽정치연구컨소시엄(ECPR: European Consortium for Political Research), 미국정치학회회원(APSA: American Political Science Association), 세계국제관계대학(원)연합(APSIA: Association of Professional Schools of International Affairs), 국제공공정책네트워크(GPPN: Global Public Policy Network), 대서양정책컨소시엄(TPC: Transatlantic Policy Consortium), 폴리시넷(PolicyNet)을 포함한다.